# Вуно (Хиос)
Вижте пояснителната страница за други значения на Вуно.
Вуно (на гръцки: Βουνό) е село в северозападната част на остров Хиос. Според преброяването от 2001 година има 268 души.

## Личности
Родени във Вуно
- Прокопиос Цакумакас (р. 1939), гръцки духовник